# 심완준
심완준(1980년 4월 15일~)은 대한민국의 배우이다. 비비엔터테인먼트 소속이며, 영화 《한반도》로 데뷔하였다.

## 학력
- 서울예술대학 연극과

## 출연작

### 영화
- 《시민덕희》(2024년) - 정보팀장 역
- 《공기살인》(2022년) - 질본팀장 역
- 《조제》(2020년) - 혜선 남자친구 역
- 《서치 아웃》(2020년) - 진우 역
- 《감쪽같은 그녀》(2019년) - 인우 역
- 《퍼펙트맨》(2019년) - 시공사 직원 역
- 《비스트》(2019년) - 검은후드사내 / 광수대 역
- 《임금님의 사건수첩》(2017년) - 어부 2 역
- 《당신, 거기 있어줄래요》(2016년) - 트럭운전수 역
- 《파르티잔》(2015년)
- 《철암계곡의 혈투》(2012년) - 경찰 역
- 《한반도》(2006년) - 해군 CIC 장병 역

### 드라마
- 《미스터 션샤인》(2018년, tvN)
- 《스케치》(2018년, JTBC)
- 《당신이 잠든 사이에》(2017년, SBS) - 수염남 역
- 《듀얼》(2017년, OCN) - 양만춘 역
- 《추리의 여왕》(2017년, KBS2) - 고형사 역
- 《내일 그대와》(2017년, tvN) - 강소장 역
- 《하이바이, 마마!》(2020년, tvN) - 짱돌 귀신 역
- 《괴물》(2021년, JTBC) - 강도수 역
- 《킬힐》(2022년, tvN) - 박종수 역
- 《좋거나 나쁜 동재》(2024년, tvN, TVING) - 최강민 역
- 《정숙한 세일즈》(2024년, JTBC) - 박인태 역

### 공연
- 2012년: 상놈
- 2013년: 안티고네
- 2014년~2015년: 유리동물원
- 2014년: 2014~2015 국립국장레퍼토
- 2015년: 이영녀
- 2015년: 아리랑
- 2015년: 토막 土幕
- 2015년: 시련
- 2016년: 화학작용2 오르다편 3주차
- 2016년: 광장의 왕
- 2016년: 로베르트 쥬코

## 수상
- 2011년 제11회 대학로 2인극 페스티벌 남자연기상 수상